# Velký Vřešťov (hrad)
Velký Vřešťov je zaniklý hrad na jihovýchodním okraji stejnojmenného městyse v okrese Trutnov. Založen byl nejspíše v první polovině čtrnáctého století a zanikl po roce 1638. Zachovaly se z něj pouze terénní relikty, které jsou chráněny jako kulturní památka ČR.

## Historie
Hrad nejspíše nahradil starší sídlo zvané Starý Vřešťov. První písemná zmínka o Velkém Vřešťovu pochází z roku 1348, kdy patřil pánům z Rýzmburka. Jedním z nich byl Aleš Vřešťovský z Rýzmburka, který během husitských válek patřil k významným orebitským a královéhradeckým hejtmanům. Zemřel roku 1442 a vřešťovského panství se ujal starší ze dvou bratrů Alešů, který však neměl dostatek prostředků, aby mohl vyplatit mladšího bratra, a proto hrad prodal svému strýci Janu Lapkovi z Rýzmburka. V roce 1462 se pokusil využít svého předkupního práva a hrad vyplatit, což se mu po jistých sporech podařilo. Vzápětí ho prodal Janu Zajíci z Hazmburka, za něhož během válek s jednotou zelenohorskou hrad v roce 1467 oblehlo a dobylo královské vojsko Jiřího z Poděbrad.
Později hrad neznámým způsobem získal Věnek Kordule ze Sloupna připomínaný naposledy v roce 1492. Jeho potomkům vřešťovské panství patřilo až do roku 1638, kdy zemřel Zikmund Jindřich Kordule, který svým potomkům zanechal velké dluhy, a panství jim proto bylo zabaveno. V té době však již nepohodlný hrad jako panské sídlo nesloužil. Novým majitelem se stal Gerhart Lux z Luxenšteina, kterému byl roku 1660 zapsán do desk zemských. Roku 1675 byl hrad označen jako neobyvatelný a později začal být rozebírán, takže v osmnáctém století se na místě hradu uvádí pouze „jeden provalený sklep a něco málo zdí.“

## Stavební podoba
Nejvýraznějším pozůstatkem hradu je mohutný val a příkop, který obepínal dvě třetiny obvodu kopce. Ve valu je patrné jeho přerušení v místě brány, odkud stoupala cesta k parkánu, který obepínal hradní jádro a stávaly v něm hospodářské budovy. Oválné hradní jádro zaujalo vrchol kopce. Z jeho zástavby se dochovaly pouze dvě prohlubně, které jsou pravděpodobně pozůstatky podsklepených budov.

## Přístup
Zbytky hradu jsou volně přístupné, ale nevede k nim žádná turisticky značená trasa. Podél severovýchodního úpatí hradního vrchu prochází žlutě značená trasa z Jaroměře do Hořic a cyklotrasy č.  4085 a 4271.